# Бајел о Корнај
Бајел о Корнај (фр. Bailleul-aux-Cornailles) насеље је и општина у североисточној Француској у региону Север-Па де Кале, у департману Па де Кале која припада префектури Арас.
По подацима из 2011. године у општини је живело 270 становника, а густина насељености је износила 39,59 становника/km². Општина се простире на површини од 6,82 km². Налази се на средњој надморској висини од 141 метар (максималној 158 m, а минималној 116 m).

## Демографија
| 1962. | 1968. | 1975. | 1982. | 1990. | 1999. | 2011. |
| ----- | ----- | ----- | ----- | ----- | ----- | ----- |
| 225   | 239   | 230   | 222   | 247   | 232   | 270   |

График промене броја становника у току последњих година